# Толедо (Уругвай)
Толедо (исп. Toledo) — город на юге Уругвая, на территории департамента Канелонес. Является северным пригородом Монтевидео.

## География
Город находится в юго-западной части департамента, на левом берегу реки Карраско, на высоте 68 метров над уровнем моря.
Толедо расположен на расстоянии приблизительно 28 километров к юго-востоку от города Канелонес, административного центра департамента и на расстоянии 8 километров к северу от Монтевидео, столицы страны. Ближайший гражданский аэропорт расположен в городе Монтевидео. 

## История
Толедо был основан 17 ноября 1889 года. Получил статус сельского населённого пункта (Pueblo) 28 мая 1928 года. Получил статус города (Ciudad) 24 октября 1995 года.

## Население
По данным переписи 2011 года, население составляло 4 397 человек.
| Год  | Население |
| ---- | --------- |
| 1963 | 1 699     |
| 1975 | 3 065     |
| 1985 | 3 321     |
| 1996 | 3 487     |
| 2004 | 4 028     |
| 2011 | 4 397     |

Источник: Instituto Nacional de Estadística de Uruguay